# Dimbacher Flugsandgebiet
Das Dimbacher Flugsandgebiet ist eine kleinteilige naturräumliche Einheit (5. Ordnung) mit der Ordnungsnummer 137.02 auf dem Gebiet der unterfränkischen Gemeinden Nordheim am Main, Sommerach, Volkach und Wiesentheid im Landkreis Kitzingen.

## Lage
Das Dimbacher Flugsandgebiet (137.02) bildet eine Untereinheit innerhalb der Haupteinheit Kitzinger Mainebene (137.0). Sie ist Teil des Steigerwaldvorlandes (137) und damit ein Naturraum in der Haupteinheitengruppe der Mainfränkischen Platten. Der Naturraum ragt in einem breiten Streifen aus nordwestlicher Richtung in das Mittlere Maintal (133), Untereinheit Volkacher Mainschleife (133.07). Im Norden wird das Gebiet vom Steigerwaldvorland von Neuses begrenzt (137.12), südöstlich ist das Schwanbergvorland (137.11) zu finden. Südöstlich geht die naturräumliche Einheit in das eng verwandte Albertshofener Flugsandgebiet (137.01) über, im Westen liegt die Schwarzacher Talweitung (133.06).
Der Naturraum liegt im Nordwesten des unterfränkischen Landkreises Kitzingen. Es umfasst Gebiete in den Gemeinden Sommerach, Nordheim am Main, Volkach und Wiesentheid. Den Mittelpunkt bildet der Ort Dimbach, der ein Volkacher Ortsteil ist. Südöstlich von diesem ist Reupelsdorf zu finden. Ebenso ist der Volkacher Ortsteil Hallburg innerhalb der Untereinheit gelegen. Der westliche Teil ragt auf die sogenannte Weininsel mit den Gemarkungen Nordheim am Main und Sommerach. Der sogenannte Mainkanal Volkach-Gerlachshausen durchschneidet das Dimbacher Flugsandgebiet. Im äußersten Südosten und im Zentrum des Naturraumes sind auch ausgedehnte Waldflächen zu finden.

## Landschaftscharakteristik
Die Flugsandfläche präsentiert sich als wellig bewegte Sand- und Lettenkeuperebene südlich der Stadt Volkach. Ausgedehnte Laub- und Nadelwälder sind im Ostteil der Einheit zu finden. Weiter im Süden schließt sich das Albertshofener Flugsandgebiet an, das relativ ähnliche Landschaftsbilder aufweist. Es ist allerdings wesentlich weniger hügelig, weil das Dimbacher Flugsandgebiet oberhalb der Erosionsbasis des Mains zu finden ist. Zugleich ist die Zertalung hier stärker ausgeprägt.
Ausgedehnte Forstgebiete sind im Norden (Hartwald), Süden (Spessart) und Südosten (Reupelsdorfer Staatswald) zu finden. Landwirtschaftlich überwiegen Doppelkulturen, z. B. der Zwetschgenanbau auf kleinen Parzellen. Nur im äußersten Westen auf der Weininsel sind Weinlagen um die höchste Erhebung, den Rosenberg, zu finden. Die potentielle, natürliche Vegetation würde hier Sternmieren, Eichen, Hainbuchen in ausgedehnten Wäldern umfassen und von Reinem Labkraut durchsetzt sein.

## Schutzgebiete
Die naturräumliche Einheit ist von Schutzgebieten nahezu jeder Schutzkategorie durchsetzt. So sind Teile des Landschaftsschutzgebietes Volkacher Mainschleife im äußersten Westen zu finden. Vor allem die Busch- und Waldflächen sind als Rückzugsorte für Vögel eingetragene Vogelschutzgebiete als Teil des südlichen Steigerwaldvorlandes. Einziges Naturschutzgebiet sind die Sandfluren bei Volkach, Schwarzach am Main und Sommerach.

## Geologie und Tektonik
Die Böden im Flugsandgebiet werden von mächtigen, anlehmigen Sanddecken beherrscht. Die Unterlagen bestehen zu großen Teilen aus dem Lettenkeuper. Der Ostteil der Untereinheit wird von Flugsanden dominiert, hier gibt es tonige Lehmböden auf Lettenkeuperbasis.  Der Mainkanal durchschneidet heute eine altquartäre Talung.